# الغرونيات

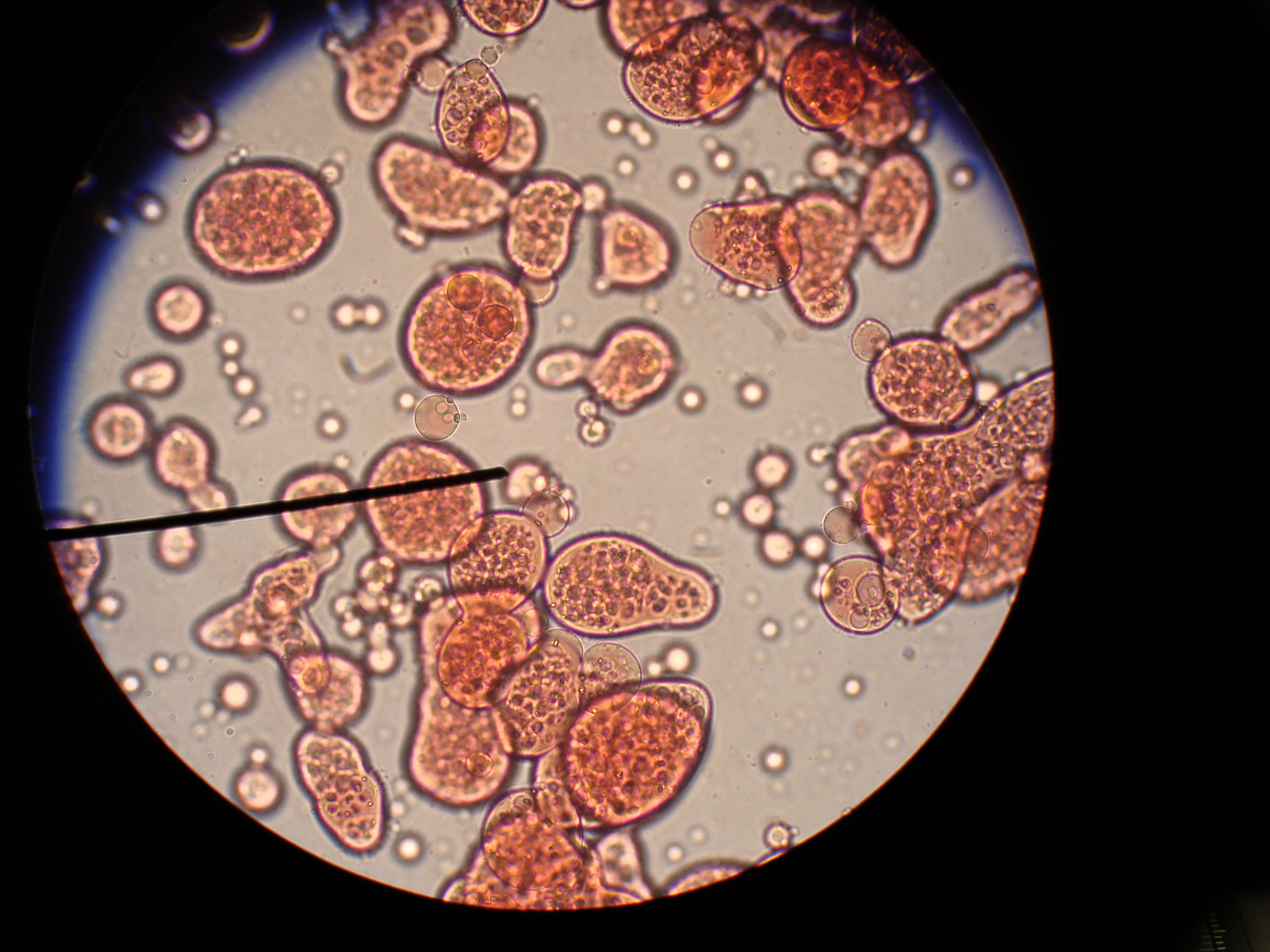

الغرونيات (/koʊəˈsɜːrvəts/ أو /koʊˈæsərveɪts/) هي قطرات عضوية تتشكل عبر السائل فاصل واضح بالعين المجردة، نتج بصورة رئيسة من عناصر معاكسه الشحنة (أيونات كبيرة، عديد الكتروليت، عديد السكاريد، البروتينات، إلخ)  أو من جزيئات متنافرة مع ذرات الماء (مثل الإيلاستين). عندما يحدث التهييج، تتعايش مرحلتان سائلتان: مرحلة كثيفة غنية بالبوليمرات (طور (coacervate) أو قطرات (coacervate)) ومرحلة شديدة التفتت تنقصها البوليمر (مرحلة مخففة). يمكن قياس القطرات من 1 إلى 100 ميكرومتر عبر، في حين أن سلائفها القابلة للذوبان  عادة ما تكون أقل من 200   نانومتر. اسم "coacervate" مشتق من كلمة coacervare اللاتينية، بمعنى «التجميع معًا أو التجمع».
اقترح الكسندر أوبارين وهالدين اقترحا اسم المادة الغروانية في نظريتهما الأولى من التولد التلقائي (أصل الحياة). تقترح هذه النظرية أن الأيض سبق استنساخ المعلومات، على الرغم من أن النقاش حول ما إذا كان الأيض أو الجزيئات القادرة على تكرار القالب يأتي أولاً في أصول الحياة تبقى مفتوحة  وعلى مدى عقود، كانت نظرية أوبارين وهالدان هي المقاربة الرئيسية للأصل. مسألة الحياة.

## التاريخ
تم التحقيق في هذه الاساسيات لأول مرة بواسطة الكيميائي الهولندي بونقربينق دي جونق، في عام 1932.  مجموعة واسعة من الحلول يمكن أن تؤدي إليها؛ على سبيل المثال، الغروانيات تشكل بشكل عفوي عندما اختلال ابيبيتايد، مثل الجيلاتين، حيث يتفاعل مع أخرى مستمدة بيولوجيا متضاعف الكتروليتي، مثل الصمغ العربي. إنها مثيرة للاهتمام ليس فقط لأنها توفر بيئة منفصلة محليًا، ولكن أيضًا لأن حدودها تسمح بالامتصاص الانتقائي لجزيئات عضوية بسيطة من الوسط المحيط. على سبيل المثال، سيفضل مزيج من محلول الكربوهيدرات مع محلول بروتيني، يفضل الغروانيات التي تشبه الأميبا والتي تغير شكلها ودمجها وتقسيمها وتشكل «فجوات»، وتطلق «محتويات الفجوة»، وتُظهر خصائص أخرى نابضة بالحياة. في رأي الكسندر أوبارين هذا يرقى إلى شكل أولي من عملية التمثيل الغذائي. علق العالم البريطاني بيرنال أنه «أقرب ما يمكن أن نأتي إلى الخلايا دون إدخال أي مادة بيولوجية - أو، على أي حال، أي مادة بيولوجية حية». ومع ذلك، فإن عدم وجود أي آلية يمكن أن تتكاثر فيها القواقع يجعلها بعيدة عن أن تكون أنظمة حية.

## الغرونيات المعقدة
تشير عادة إلى عملية فصل سائل من سائل اخر والتي تنتج عند خلط محلولين متعاكسين في الشحنة، مما يؤدي إلى تشكيل محلول غني الكثافة.